# Bhandara
Bhandara es una ciudad y municipio situado en el distrito de Bhandara, en el estado de Maharashtra (India). Su población es de 91 845 habitantes (2011). Se encuentra a 60 km de Nagpur.

## Demografía
Según el censo de 2011 la población de Bhandara era de 91845 habitantes, de los cuales 46409 eran hombres y 45436 eran mujeres. Bhandara tiene una tasa media de alfabetización del 91,95%, superior a la media estatal del 82,34%: la alfabetización masculina es del 94,58%, y la alfabetización femenina del 89,28%.

## Clima
| Parámetros climáticos promedio de Bhandara | Parámetros climáticos promedio de Bhandara | Parámetros climáticos promedio de Bhandara | Parámetros climáticos promedio de Bhandara | Parámetros climáticos promedio de Bhandara | Parámetros climáticos promedio de Bhandara | Parámetros climáticos promedio de Bhandara | Parámetros climáticos promedio de Bhandara | Parámetros climáticos promedio de Bhandara | Parámetros climáticos promedio de Bhandara | Parámetros climáticos promedio de Bhandara | Parámetros climáticos promedio de Bhandara | Parámetros climáticos promedio de Bhandara | Parámetros climáticos promedio de Bhandara |
| Mes                                        | Ene.                                       | Feb.                                       | Mar.                                       | Abr.                                       | May.                                       | Jun.                                       | Jul.                                       | Ago.                                       | Sep.                                       | Oct.                                       | Nov.                                       | Dic.                                       | Anual                                      |
| ------------------------------------------ | ------------------------------------------ | ------------------------------------------ | ------------------------------------------ | ------------------------------------------ | ------------------------------------------ | ------------------------------------------ | ------------------------------------------ | ------------------------------------------ | ------------------------------------------ | ------------------------------------------ | ------------------------------------------ | ------------------------------------------ | ------------------------------------------ |
| Temp. máx. media (°C)                      | 27.6                                       | 31.1                                       | 35.2                                       | 39.0                                       | 42.1                                       | 38.1                                       | 30.5                                       | 29.9                                       | 30.8                                       | 31.0                                       | 29.3                                       | 27.9                                       | 32.7                                       |
| Temp. mín. media (°C)                      | 13.3                                       | 15.4                                       | 19.6                                       | 24.6                                       | 28.9                                       | 27.4                                       | 24.3                                       | 24.1                                       | 23.9                                       | 21.2                                       | 15.2                                       | 12.9                                       | 20.9                                       |
| Precipitación total (mm)                   | 11.9                                       | 34.8                                       | 17.0                                       | 17.3                                       | 15.5                                       | 215.1                                      | 413.3                                      | 387.9                                      | 207.3                                      | 44.5                                       | 15.5                                       | 8.1                                        | 1388.2                                     |
| Fuente: Government of Maharashtra          |                                            |                                            |                                            |                                            |                                            |                                            |                                            |                                            |                                            |                                            |                                            |                                            |                                            |